# Prisciliano Cortés
Prisciliano Cortés fue un militar mexicano, nacido y fallecido en la Ciudad de México. Fue gobernador interino de Yucatán en 1913 durante el gobierno espurio de Victoriano Huerta, después de la Decena trágica, cuando fueron depuestos y asesinados Francisco I. Madero y José María Pino Suárez, presidente y vicepresidente de México, respectivamente. Después de su interinato se hizo elegir gobernador constitucional pero su mandato duró poco tiempo ya que sobrevino el fin de la usurpación huertista en junio de 1914, con el triunfo del ejército constitucionalista

## Datos históricos
Victoriano Huerta como presidente de México, a partir de febrero de 1913 en que usurpó el poder, envió sucesivamente tres gobernadores a Yucatán: Arcadio Escobedo, Eugenio Rascón y Prisciliano Cortés. El 24 de junio de 1914 Venustiano Carranza, encabezando al ejército Constitucionalista, desconoció al usurpador y lo derrotó. En ese punto el último enviado huertista a Yucatán cesó en sus funciones y fue sustituido por el primero de los carrancistas que gobernó Yucatán, Eleuterio Ávila.
Prisciliano Cortés tomó posesión interinamente el 1 de septiembre de 1913. Se encargó de reprimir todas las manifestaciones públicas en contra del régimen de Huerta. Por ley, le tocó presidir a la Comisión Reguladora del Mercado del Henequén que controlaba la operación de la industria henequenera que era el eje de la economía local. Fue acusado de sustraer indebidamente fondos de la Comisión que envió al gobierno de Victoriano Huerta. Le exigió al Congreso del Estado que autorizara a la propia Comisión la facultad de expedir cheques con la garantía de la producción henequenera de los socios.
Se hizo elegir gobernador constitucional del estado, tomando posesión del cargo el 1 de febrero de 1914. Desde esa posición combatió y reprimió al movimiento obrero yucateco, presionando a los dirigentes y persiguiéndolos cuando insistieron en hacer paros de labores como protesta a las acciones del gobierno. Carlos Castro Morales, líder ferrocarrilero que más tarde habría de ser gobernador de Yucatán, fue expulsado del estado y tuvo que exiliarse en La Habana.
Impuso una contribución de un centavo sobre el precio del henequén para financiar las campañas de pacificación del país que emprendió Victoriano Huerta desde la capital de México. Entró en componendas con los grupos oligárquicos del estado a fin de desvirtuar y marginar a la Comisión Reguladora del Mercado del Henequén en su tarea. Para este propósito recibió dinero de Avelino Montes, representante de la empresa estadounidense International Harvester y yerno de Olegario Molina que capitaneaba a la casta divina y que después de haber sido secretario de fomento de Porfirio Díaz, vivía exiliado en Cuba.
En septiembre de 1914, después de varias conspiraciones en su contra, Cortés fue sustituido como gobernador y comandante militar por Eleuterio Ávila, enviado por el primer jefe del ejército constitucionalista, Venustiano Carranza, quien ya había logrado deponer al usurpador en el centro del país.
Prisciliano Cortés se trasladó a La Habana donde estableció su residencia y falleció posteriormente. Se le acusó de conspirar desde ahí en contra del gobierno de Yucatán en 1916, cuando Salvador Alvarado gobernaba.